# IC 722
IC 722 ist eine Spiralgalaxie vom Hubble-Typ Sbc im Sternbild Jungfrau auf der Ekliptik. Sie ist schätzungsweise 288 Millionen Lichtjahre von der Milchstraße entfernt und hat einen Durchmesser von etwa 95.000 Lichtjahren.

Im selben Himmelsareal befinden sich u. a. die Galaxien NGC 3876, IC 719, IC 720, IC 724.
Das Objekt wurde am 25. März 1892 vom österreichischen Astronomen Rudolf Spitaler entdeckt.